# Emil Filliol
Emil Filliol (16. prosince 1895 Ženeva – 19. března 1955 Ženeva) byl švýcarský reprezentační hokejový obránce.
V roce 1924 byl členem Švýcarského hokejové týmu, který skončil osmý na zimních olympijských hrách.